# ديفيد ماثيسون
ديفيد ماثيسون (بالإنجليزية: David Mathieson)‏ (18 يناير 1978 في المملكة المتحدة - ) هو لاعب كرة قدم بريطاني في مركز حراسة المرمى. شارك مع منتخب اسكتلندا تحت 21 سنة لكرة القدم. أما مع النوادي، فقد لعب مع سانت جونستون وكوين أوف ساوث وGretna F.C. ‏.

## وصلات خارجية
- ديفيد ماثيسون على موقع قاعدة بيانات كرة القدم.إي يو (الإنجليزية)
- ديفيد ماثيسون على موقع Soccerbase.com (لاعب) (الإنجليزية)